# IN DREAMS/殺意の森
『IN DREAMS/殺意の森』（インドリームス さついのもり、In Dreams）は、1999年にアメリカ合衆国で製作されたスリラー映画。
日本では劇場公開されずビデオスルーされた。また、WOWOW等で放送された際や、後にDVDで発売された際に『イン・ドリームス/殺意の森』というタイトルに改題された。

## ストーリー
とある住宅地に暮らすクレアは、毎晩見る悪夢に悩まされていた。その悪夢とは、どこかの荒んだ町で愛娘が何者かに連れ去られてしまうという恐ろしいものであった。夢に出てくる犯人の行動は、最近町を実際に騒がせている連続殺人鬼と完全に一致しており、クレアは自分が見た夢の通りに殺人が行われていることを知る。この事実を知った彼女は、夫や町の住民に警告するが、誰一人信じる者はいなかった。だが、彼女の不安は的中し、ついに町は恐怖に包まれることとなる。

## キャスト
| 役名                     | 俳優                   | 日本語吹き替え | 日本語吹き替え |
| 役名                     | 俳優                   | VHS版          | DVD版          |
| ------------------------ | ---------------------- | -------------- | -------------- |
| クレア・クーパー         | アネット・ベニング     | 小山茉美       | 勝生真沙子     |
| ポール・クーパー         | エイダン・クイン       | 寺杣昌紀       | 目黒光祐       |
| ヴィヴィアン・トンプソン | ロバート・ダウニー・Jr | 岩崎ひろし     | 檀臣幸         |
| シルバーマン博士         | スティーヴン・レイ     | 目黒光祐       | 中博史         |
| ジャック・ケイ刑事       | ポール・ギルフォイル   | 麦人           | 手塚秀彰       |